# Gianna Tam
Gianna Tam is een Nederlands percussioniste, drumster en zangeres.

## Levensloop

### Samenwerkingen met andere artiesten
Gianna Tam begon op haar zestiende mee te spelen in de verschillende projecten van haar stiefvader, drummer Lucas van Merwijk. Hiermee toerde ze door Nederland, Zuid-Amerika, Azië, de Verenigde Staten, Canada en Europa.
Zij heeft onder andere samengewerkt met Candy Dulfer, Shirma Rouse, Edsilia Rombley, Trijntje Oosterhuis en Ladies of Soul. Daarnaast speelde ze mee in de ensembles van haar stiefvader, zoals Drums United, Van Merwijks Music Machine en de Latin Devils.

### Soloprojecten
Daarnaast brengt ze ook muziek uit onder eigen naam; in 2009 verscheen haar debuutalbum Make me Smile, in 2014 volgde Polyphonic heroine.
Begin jaren 20 richtte ze Gianna Tam & La Banda op waarmee ze moderne salsabewerkingen speelt van soul/r&b-nummers uit heden en verleden, plus enkele Spaanstalige covers. In 2024 verscheen het digitale album Latina Empire.